# Gebastioneerd vestingstelsel

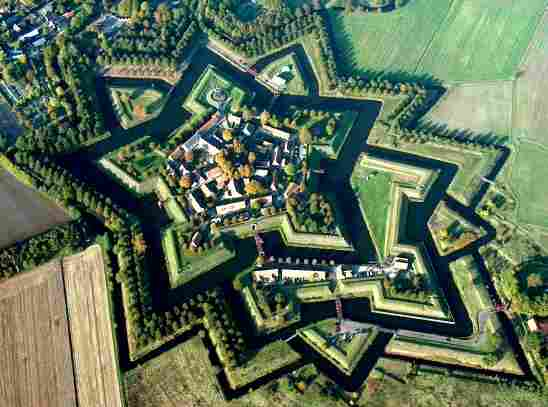
Fortificatie van Bourtange in Groningen.

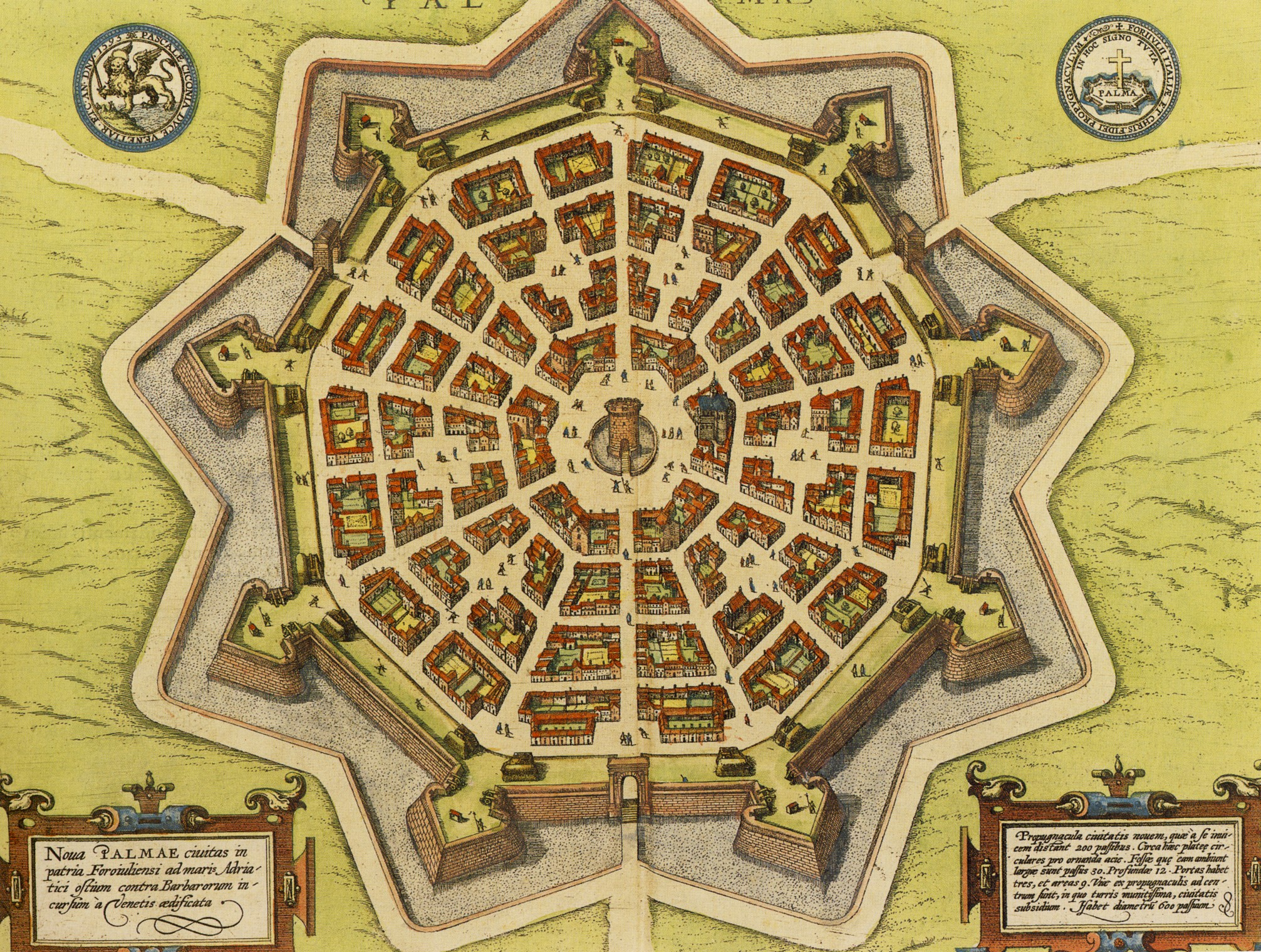
17e-eeuwse kaart van de Italiaanse stad Palmanova.

Het gebastioneerde vestingstelsel (ook trace italienne genoemd) is een vorm van fortificatie, bestaande uit meerdere ruwweg driehoekvormige bastions. De effectiviteit van een stelsel met bastions werd voor het eerst bewezen bij de slag om Pisa in 1500.
Dit vestingstelsel deed zijn intrede toen vuurwapens als kanonnen steeds meer gebruikt werden op het slagveld. Het werd voor het eerst toegepast in het 15e-eeuwse Italië (het Italiaans vestingstelsel) en werd in de drie eeuwen erop in heel Europa overgenomen en verder ontwikkeld. Het is onder andere in Nederland op veel plaatsen toegepast, vooral in het oud-Nederlands vestingstelsel dat was aangepast aan de Nederlandse situatie. 

## Actieve verdediging
Het doel van de bastions is om een vestiging weerbaarder te maken tegen aanvallen met kanonnen, omdat door de bouw ervan men niet alleen vanuit alle hoeken kon verdedigen, maar ook de eigen muren in de gaten kon houden. De voorlopers van het stelsel waren middeleeuwse fortificaties. Deze forten hadden vaak ronde torens of basteien, waardoor altijd een dode hoek ontstond. Een vijand die tot in deze dode hoek wist te komen, kon de muur dan ondermijnen zonder dat men hen goed kon beschieten vanaf de muur. Het gebastioneerde stelsel kent deze dode hoeken niet en was dus beter verdedigbaar. Een dergelijke fortificatie was zo ontworpen voor actieve verdediging, meer dan passieve. Anders dan middeleeuwse forten maakten gebastioneerde forten en steden gebruik van diepteverdediging.

## Doorontwikkeling
Gecombineerd met ravelijnen, hoornwerken en kroonwerken kon een dergelijke fortificatie worden veranderd in een complexe, symmetrische structuur. Onder andere Michelangelo gebruikte een bastionvesting ter verdediging van de stad Florence. De Nederlandse architect Menno van Coehoorn is bekend om zijn doorontwikkeling van het stelsel tot het Nieuw-Nederlands vestingstelsel, dat overigens nergens volledig is toegepast.
Gebastioneerde vestingen waren duur om te bouwen. De 22 bastions van Amsterdam kostten bijvoorbeeld 11 miljoen florijnen. Siena ging in 1544 zelfs failliet aan de kosten van de verdedigingswerken.
Met de ontwikkeling van steeds beter geschut raakte het gebastioneerde stelsel verouderd. Halverwege de 19e eeuw werden vele stadsfortificaties afgebroken en bijvoorbeeld vervangen door een ring van forten op grotere afstand van de stad zelf, vaak volgens het polygonaal stelsel.